# Salomona
Salomona är ett släkte av insekter. Salomona ingår i familjen vårtbitare.

## Dottertaxa tillSalomona, i alfabetisk ordning[1]
- Salomona abbreviata
- Salomona affine
- Salomona antennata
- Salomona arjana
- Salomona aroensia
- Salomona atrifrons
- Salomona atrosignata
- Salomona bicolor
- Salomona bispinosa
- Salomona borneensis
- Salomona bradleyniana
- Salomona brongniarti
- Salomona brunniceps
- Salomona burgersia
- Salomona conspersa
- Salomona coriacea
- Salomona dilatata
- Salomona dublona
- Salomona exinsula
- Salomona extrema
- Salomona francoisi
- Salomona furcata
- Salomona gamma
- Salomona godeffroyi
- Salomona guamensis
- Salomona hieroglyphica
- Salomona immaculata
- Salomona incerta
- Salomona intermedia
- Salomona inusta
- Salomona karnya
- Salomona keyensia
- Salomona laevifrons
- Salomona laticeps
- Salomona limbata
- Salomona liturata
- Salomona macrocephala
- Salomona maculata
- Salomona maculifrons
- Salomona marmorata
- Salomona megacephala
- Salomona nigra
- Salomona nigrifrons
- Salomona nigripes
- Salomona notata
- Salomona obscura
- Salomona ogatai
- Salomona papuasica
- Salomona picteti
- Salomona ponapensis
- Salomona pupus
- Salomona redtenbacheri
- Salomona rouxi
- Salomona rugifrons
- Salomona saussurei
- Salomona sculptile
- Salomona solida
- Salomona sparsa
- Salomona striolata
- Salomona suturalis
- Salomona tetra
- Salomona transita
- Salomona triangularis
- Salomona trimaculata
- Salomona trivittata
- Salomona truncata
- Salomona uncinata
- Salomona ustulata
- Salomona vittata
- Salomona vittifrons
- Salomona wollastonia